# Aprostocetus darwinianus
Aprostocetus darwinianus är en stekelart som beskrevs av Boucek 1988. Aprostocetus darwinianus ingår i släktet Aprostocetus och familjen finglanssteklar. Inga underarter finns listade i Catalogue of Life.